# 先天性巨结肠
先天性巨结肠（Hirschsprung disease，简称HSCR）又称肠无神经节细胞症，是引起儿童肠梗阻最常见的消化系统先天发育异常性疾病。它的发病机制主要涉及胚胎发育期肠神经嵴细胞的增殖、迁移、分化障碍。
活产儿的患病率在不同种族之间存在明显差异，欧洲、非洲、亚洲裔分别为1.5/10000、2.1/10000、2.8/10000。该病的主要病理改变是远端肠组织中肌间神经丛和黏膜下神经丛中的神经节细胞缺失。
除了少数家族性患者外，大多数HSCR以散发形式存在。

## 分型
根据肠段受累的范围，HSCR分为以下四种类型：
- 短段型（short-segment HSCR，S-HSCR）
- 长段型（long-segment HSCR，L-HSCR）
- 全结肠型（total colonic aganglionosis，TCA）
- 全肠型（total colonic and small-colon aganglionosis，TCSA）